# Fédération professionnelle des journalistes du Québec
La Fédération professionnelle des journalistes du Québec (FPJQ) a été fondée en 1969. Elle regroupe quelque 1 950 journalistes dans 250 médias d'information.
La FPJQ désire défendre les intérêts des journalistes québécois et faire avancer la liberté de presse. Elle intervient au Conseil de presse du Québec et elle dénonce la concentration de la presse et les perquisitions policières.
61 % de ses membres sont des hommes et la plus grande partie de ses membres travaillent dans les quotidiens (696), la télévision (485), la radio (299) et les magazines (285). 58 % des journalistes membres sont des salariés et 8 % sont des cadres.
La fédération publie un guide de déontologie et offre une carte de presse à ses membres, qui sont officiellement reconnus dans leur profession. Depuis 1976, elle publie le magazine « -Trente- » (Le Trente), qui informe les journalistes sur les conditions de leur métier.
La FPJQ remet des prix journalistiques comme le prix Judith-Jasmin et le prix Antoine-Désilets. Elle remet également des bourses comme la bourse Arthur-Prévost, les bourses Nord-Sud, la bourse Québec-Japon et la bourse Québec-Union européenne.

## Liste des président(e)s
Ci-dessous, la liste des journalistes ayant présidé bénévolement la FPJQ depuis sa fondation,,,,.
- 1969-1971 - Gilles Gariépy
- 1971-1973 - Claude Beauchamp
- 1973-1976 - René Mailhot
- 1976-1977 - Paule Beaugrand-Champagne
- 1977-1977 - Gisèle Tremblay
- 1977-1978 - Armande St-Jean
- 1978-1980 - Gérald LeBlanc
- 1980-1981 - Jean-François Lépine
- 1981-1983 - Raymonde Provencher
- 1983-1987 - Jean Pelletier
- 1987-1989 - Réal Barnabé
- 1989-1991 - André Noël
- 1991-1997 - Alain Saulnier
- 1997-1999 - Michel C. Auger
- 1999-2001 - Hélène Pichette
- 2001-2004 - Anne-Marie Dussault
- 2004-2007 - Alain Gravel
- 2007-2009 - François Bourque
- 2009-2013 - Brian Myles
- 2013-2015 - Pierre Craig
- 2015-2016 - Lise Millette
- 2016-2016 - Jean-Thomas Léveillé
- 2016-2019 - Stéphane Giroux
- 2019- en fonction - Michaël Nguyen